# Szanghajska Giełda Papierów Wartościowych

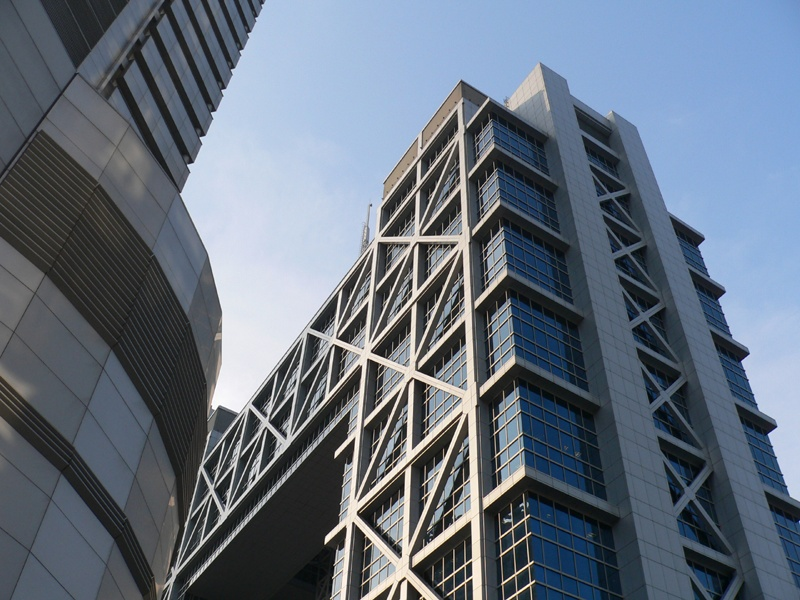
Shanghai Stock Exchange

Szanghajska Giełda Papierów Wartościowych (chiń. upr. 上海证券交易所; chiń. trad. 上海證券交易所; pinyin Shànghǎi Zhèngquàn Jiāoyìsuǒ; ang. Shanghai Stock Exchange, SSE) – jedna z trzech giełd w Chinach, obok parkietów w Shenzhen i Hongkongu.
Założona została 26 listopada 1990, a swoją działalność rozpoczęła 19 grudnia tego samego roku.
Giełda należy do stowarzyszenia AOSEF (Asian and Oceanian Stock Exchanges Federation).
Giełda w Szanghaju jest elementem międzynarodowej polityki dedolaryzacji prowadzonej przez Chiny. Jest też ważną giełdą handlu ropą. Od 2018 roku istnieją denominowane w yuanach futures na ropę naftową(<0#ISC:>).
Największą giełdą papierów wartościowych na świecie pod względem kapitalizacji jest giełda w Nowym Jorku – New York Stock Exchange (NYSE), której kapitalizacja w styczniu 2015 roku wynosiła 19,2 biliona dolarów amerykańskich. Pośród 10 największych giełd, 3 znajdują się w Chińskiej Republice Ludowej. Ranking największych giełd na świecie wraz z kapitalizacją przedstawia się następująco:
| Pozycja | Nazwa                    | Kapitalizacja w bilionach USD | Miasto                              |
| 1       | NYSE                     | 19,2                          | Nowy Jork                           |
| 2       | NASDAQ                   | 6,8                           | Nowy Jork                           |
| 3       | London Stock Exchange    | 6,1                           | Londyn                              |
| 4       | Tokyo Stock Exchange     | 4,4                           | Tokio                               |
| 5       | Shanghai Stock Exchange  | 3,9                           | Szanghaj                            |
| 6       | Hong Kong Stock Exchange | 3,23                          | Hongkong                            |
| 7       | Euronext                 | 3,20                          | Amsterdam, Paryż, Bruksela, Lizbona |
| 8       | Shenzhen Stock Exchange  | 2,3                           | Shenzhen                            |
| 9       | TMX Group                | 1,9                           | Toronto                             |
| 10      | Deutsche Börse           | 1,7                           | Frankfurt                           |

## Historia
Giełda w Szanghaju funkcjonowała w Chinach już wcześniej od 1891 roku do 8 grudnia 1941 roku, kiedy do miasta wkroczyły wojska japońskie w czasie II wojny światowej. Po wojnie funkcjonowała od roku 1946 do 1949, kiedy ustanowiona została komunistyczna Chińska Republika Ludowa. Giełda w Szanghaju w obecnej formie została na nowo otwarta 26 listopada 1990 roku. Pierwsza sesja odbyła się 19 grudnia 1990 roku.
Giełda w Shenzhen nie ma tak długiej tradycji. Miasto Shenzhen zaczęło rozwój z wioski rybackiej do dużej metropolii dopiero od 1978 roku. Giełda w Shenzhen została założona 1 grudnia 1990 roku i jej pierwsza sesja odbyła się 3 lipca 1991 roku.

## Godziny funkcjonowania
Giełdy w Szanghaju i Shenzhen operują od godziny 09:30 do 15:00. Czas w Polsce to wówczas 02:30 w nocy do 08:00 rano (czas zimowy) i od 03:30 do 09:00 (czas letni). Ciekawym faktem jest, że spośród 20 największych giełd na świecie, jedynie 4 giełdy będące giełdami w Azji (Szanghaj, Shenzhen, Tokio, Hongkong) mają przerwę na lunch. W Tokio przerwa na lunch trwa 1 godzinę, w Hongkongu 1 godzinę i 15 minut, w Szanghaju i Shenzhen trwa ona najdłużej 1 godzinę i 30 minut.
W odróżnieniu od giełd w Warszawie, Frankfurcie, Tokio, Hongkongu, Nowym Jorku, Londynie, giełdy w Szanghaju i Shenzhen nie są w pełni otwarte dla zagranicznych inwestorów. W Chinach, akcje spółek są oferowane w 3 różnych klasach: akcje klasy A, akcje klasy B, akcje klasy H. Akcje klasy A są dostępne wyłącznie dla chińskich obywateli.
Akcje klasy A – są to akcje spółek na giełdach w Szanghaju i Shenzhen, których cena wyrażona jest w chińskich juanach. Akcje klasy A stanowią największy segment akcji w Chinach. Akcje te dostępne są jedynie dla chińskich inwestorów i zagraniczni inwestorzy nie mają zezwolenia aby takie akcje zakupić. Akcje tego typu zagraniczni inwestorzy mogą kupować jedynie poprzez zagraniczne instytucje posiadające zezwolenia. Instytucje takie nazywane są Qualified Foreign Institutional Investors. Przykładowo mogą być to fundusze ETF notowane na NYSE.
Akcje klasy B – są to akcje spółek na giełdach w Szanghaju i Shenzhen, których cena wyrażona jest w dolarach amerykańskich i są one dostępne dla zagranicznych inwestorów. Liczba tych akcji jest mniejsza, niż akcji klasy A. Na zakup akcji klasy B dodatkowo wyznaczone są limity. W 2014 roku zagraniczni inwestorzy nie mogli zakupić więcej akcji B niż za 112 miliardów dolarów.
Akcje klasy H – są to akcje chińskich spółek notowane na giełdzie w Hongkongu. Cena akcji wyrażona jest w dolarach hongkońskich. Akcje klasy H są najczęściej kupowanymi akcjami przez inwestorów zagranicznych, którzy pragną mieć w swoim portfelu takie papiery wartościowe. Kupowanie akcji hongkońskich do 2007 roku było zabronione dla zwykłych Chińczyków, nie mieszkających np. w Hongkongu.
Wyniki akcji A i akcji B w styczniu 2015 roku na giełdzie w Szanghaju różniły się od siebie znacząco. W styczniu 2015 roku, 10 akcji klasy A o najlepszym wyniku, zanotowało wzrost w przedziale od +49% do +98% w porównaniu z grudniem 2014, a 10 akcji klasy A o najgorszym wyniku, zanotowało spadek w przedziale od -18% do -21%, w porównaniu z grudniem 2014. Dla 10 akcji klasy B o największym wzroście, przyrosty były w przedziale od +6% do +15%, a 10 akcji klasy B o najsłabszych wynikach zanotowało spadek od -2% do -8% w porównaniu z grudniem 2014.
Niektóre chińskie spółki są notowane również na giełdach nowojorskich (NYSE lub NASDAQ), giełdzie londyńskiej lub singapurskiej. Dla zagranicznych inwestorów nie ma ograniczeń, jak w przypadku Szanghaju czy Shenzhen, aby takie akcje zakupić.

## Analiza giełdy szanghajskiej
Z analizy Eximcon Group przeprowadzonej w styczniu 2015 roku na podstawie analizy finansowej szanghajskiej giełdy, wynika że lizba spółek notowanych na giełdzie w Szanghaju wynosiła 1007.
Spośród 1007 spółek na giełdzie, 884 spółki posiadały wyłącznie akcje klasy A, 71 spółek posiadało akcje klasy A i H, 44 spółki posiadały akcje klasy A i B oraz tylko 8 spółek posiadało wyłącznie akcje klasy B (nie oferowało klasy A, H).

## Geograficzna reprezentacja spółek na giełdzie
Klasa akcji wyłącznie A – 884 notowanych spółek

Z 884 spółek oferujących jedynie akcje klasy A, 102 to spółki z Szanghaju, 90 z prowincji Zhejiang, 84 z prowincji Jiangsu, 75 z Pekinu, 45 z prowincji Shandong i 36 z prowincji Guangdong.
Klasa akcji zarówno A, jak i H – 71 notowanych spółek

Z 71 spółek oferujących akcje w klasie A, jak i H, 26 to spółki z Pekinu, 10 z Szanghaju, 9 z prowincji Guangdong, 4 spółki z Tianjin oraz 4 z prowincji Henan.
Klasa akcji A, jak i B – 44 notowanych spółek

Spośród 44 spółek oferujących akcje w klasie A i B, 35 spółek to spółki z Szanghaju, reszta to pojedyncze spółki z innych prowincji.
Klasa akcji wyłącznie B – 8 notowanych spółek

Z 8 spółek oferujących akcje klasy jedynie B, 5 to spółki z Szanghaju, 1 z prowincji Jiangsu, 1 z prowincji Hubei, 1 z prowincji Liaoning.

## Największe spółki notowane na SSE
- PetroChina
- Industrial and Commercial Bank of China
- Sinopec
- Bank of China
- China Shenhua Energy Company